# Jean de Luxembourg (1370-1397)
 (mars 2011).
Si vous disposez d'ouvrages ou d'articles de référence ou si vous connaissez des sites web de qualité traitant du thème abordé ici, merci de compléter l'article en donnant les références utiles à sa vérifiabilité et en les liant à la section « Notes et références ».
Pour les articles homonymes, voir Jean de Luxembourg.
Jean de Luxembourg (1370 † 1397), né vers 1370, décédé vers 1397, fut seigneur de Beauvoir (Beaurevoir). Il était fils de Guy de Luxembourg-Ligny, comte de Ligny, comte de Saint-Pol et seigneur de Roucy, et de Mahaut de Châtillon comtesse de St-Pol. Son nom vient du fait qu'il était un descendant de 5ème génération de Henri V, comte de Luxembourg, appartenant donc à la branche française de la maison de Luxembourg.

## Union et postérité
Il épousa Marguerite d'Enghien, comtesse de Brienne et de Conversano, dame d'Enghien, fille de Louis d'Enghien, comte de Brienne, et en eut :
- Pierre Ier de Luxembourg-Saint-Pol (1390 †1433), comte de Saint-Pol (1430), comte de Brienne, père du connétable Louis de Luxembourg ;
- Jean II de Luxembourg-Ligny (1392 †1441), comte de Guise (1425) et de Ligny (1430), seigneur de Beaurevoir (il captura Jeanne d'Arc en 1430 et la livra aux Anglais) ;
- Louis de Luxembourg († 1443), comte de Saint-Pol, chancelier de France, cardinal et archevêque de Rouen ;
- Jeanne de Luxembourg (1395 +1420) mariée le 8 septembre 1415 avec Louis, seigneur de Ghistelles, mariée le 28 octobre 1419 avec Jean de Melun, seigneur d'Antoing.